# But volé

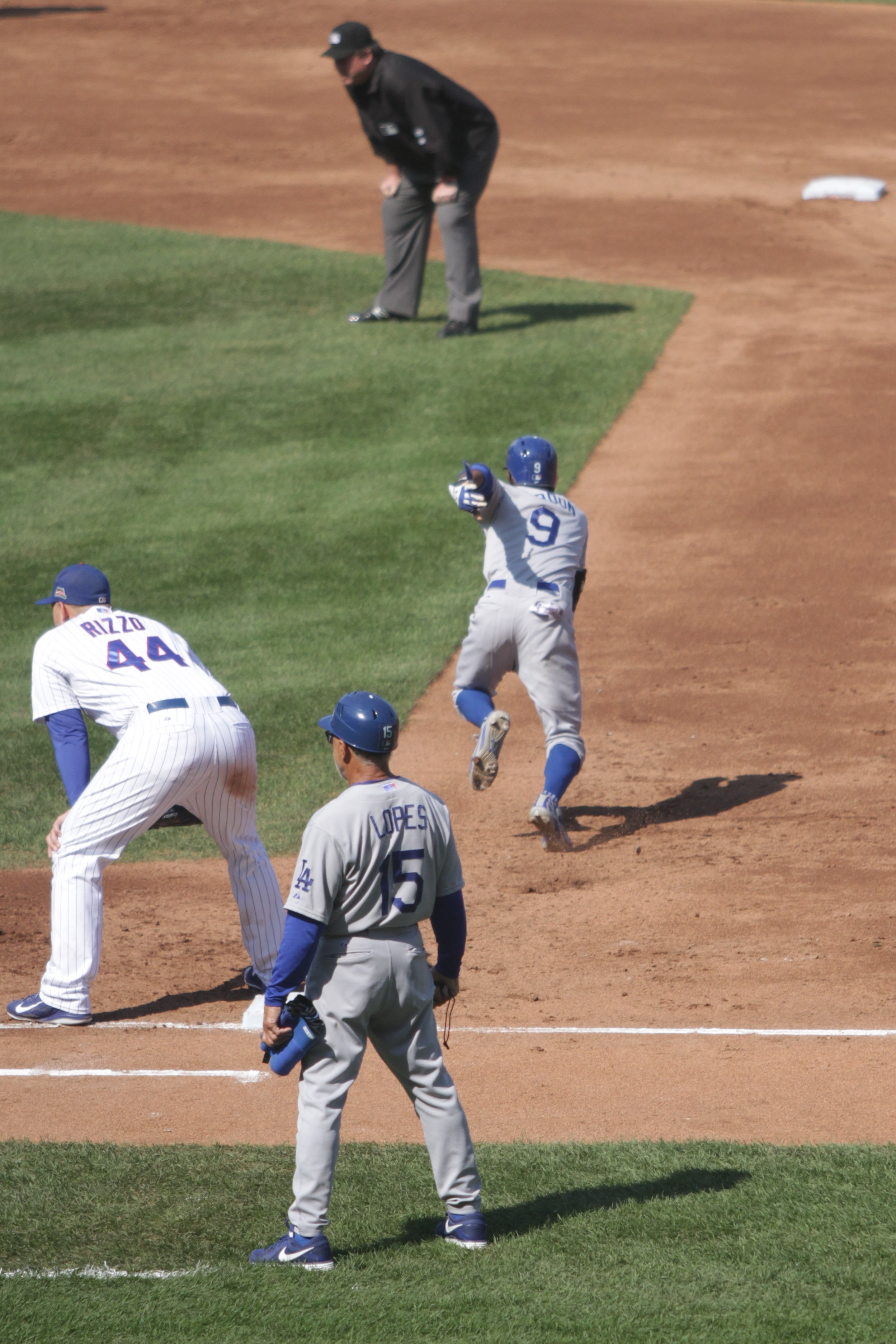
Dee Gordon (numéro 9) court pour voler le deuxième but.

But volé, vol de base et vol de but sont des termes employés au baseball. Il s'agit de l'action, pour un coureur, d'avancer avec succès à la base suivante pendant que le lanceur effectue son lancer vers le frappeur.
La définition d'un but volé a varié selon les époques, mais est devenue à peu de chose près ce qu'elle est aujourd'hui lors de modifications apportées aux règles du baseball en 1898. Le but volé est couvert par la section 10.07 du livre de réglements des Ligues majeures de baseball.
Le but volé ne sera pas crédité si le joueur sur les sentiers s'empare du but suivant en raison d'une erreur de la défensive adverse, d'un mauvais lancer effectué par le lanceur ou d'une balle passée commise par le receveur. Aussi, si l'équipe en défensive ne fait aucune tentative pour retirer le coureur qui essaie de voler un but, comme cela peut se produire lorsque l'action n'a que peu d'incidence sur un match où l'écart de points est important, le joueur sur les sentiers ne se verra pas crédité de vol de but, et on attribuera plutôt la base supplémentaire ainsi acquise à l'indifférence de la défensive adverse.

## Origines
Au XIXe siècle, les buts volés n'étaient crédités que lorsqu'un coureur atteignait un but supplémentaire sur un coup sûr. Par exemple, si un simple était frappé et que le coureur au premier but poursuivait sa course jusqu'au troisième but, plutôt que de n'avancer que d'un seul coussin pour atteindre le deuxième, il était crédité d'un vol de but.
En 1887, Hugh Nicol des Red Stockings de Cincinnati établit un record des Ligues majeures de baseball en volant 138 buts en une seule saison, un record qui tient toujours.
Le premier vol de but de l'histoire, selon la définition actuelle des Ligues majeures, a été réalisé par Ned Cuthbert qui, lors d'un match disputé en 1865 avec les Keystones de Philadelphie, décide de se sauver du premier coussin et d'atteindre le deuxième sans attendre que la balle soit frappée par le joueur au bâton.
Les règlements du baseball ont été modifiés en 1898, et les vols de buts commencèrent alors à être crédités aux joueurs qui s'emparaient de la base suivante alors que la balle était en jeu, mais que le lancer du lanceur au frappeur n'avait pas encore été complété ou n'avait pas encore atteint le gant du receveur derrière le marbre.

## Vol du marbre
Un joueur de baseball peut voler le deuxième but, le troisième but et le « quatrième », c'est-à-dire le marbre. Toutefois ce jeu est rare puisque extrêmement risqué. Un vol du marbre se produit souvent avec d'autres coureurs sur les sentiers : un coureur pourra profiter d'un relais du lanceur vers le premier but pour filer au marbre.
Le deuxième but est le but le plus souvent volé, puisque la distance qui le sépare du marbre, donc du receveur, est la plus grande. Le troisième but est volé régulièrement, mais représente un jeu plus risqué.

## Le «vol» du premier but
Le vol du premier but est impossible et illégal. Deux joueurs dans l'histoire du baseball ont toutefois réussi « l'exploit » : Germany Schaefer en 1907 et Fred Tenney aux alentours de 1900[réf. nécessaire]. Les deux joueurs ont volé le premier coussin en... partant du deuxième but. Leur stratégie était de provoquer un lancer du lanceur ou du receveur vers le premier but, ce qui créerait une diversion et permettrait à un autre coureur de venir marquer du troisième coussin. La tactique a été interdite par la suite, le baseball majeur statuant en 1920 à l'article 7.08i de son livre de réglements qu'un joueur devait courir les buts en ordre, et jamais en sens inverse.
Le 19 avril 2013, Jean Segura des Brewers de Milwaukee est sauf sur une séquence de jeu désordonnée se concluant sur ce qui s'apparente à un « vol du premier but ». Avec Segura posté au deuxième but et Ryan Braun au premier, les Brewers tentent un double vol de buts. Le lanceur des Cubs de Chicago devine la stratégie et lance au troisième coussin pour prendre Segura en souricière et le forcer à retraiter au deuxième but... où déjà se trouve Braun. Puisque Segura a touché le deuxième but sans qu'un joueur adverse n'applique la balle sur lui, il est sauf et Braun est retiré puisqu'il se trouve au but auquel son coéquipier à droit. Mais Segura, croyant être retiré, quitte le but et Luis Valbuena des Cubs applique la balle sur lui, ce qui aurait dû en principe être le second retrait (manqué par les arbitres). Au milieu de la confusion, Segura retraite vers l'abri des joueurs (situé du côté du premier but) mais est informé par un instructeur qu'il n'a pas été déclaré retiré. Segura se poste alors au premier coussin. Jugé sauf par les arbitres, ce coureur parti du deuxième se retrouve ainsi au premier but à la conclusion de la séquence de jeu. La décision des arbitres se base sur la règle 7.08(i) qui interdit à un joueur de courir les buts dans le sens inverse (horaire) si son intention est de « confondre la défensive ou ridiculiser le jeu » (« confuse the defense or make a travesty of the game »).
La Ligue majeure de baseball commente plus tard la décision en disant que Segura aurait dû être retiré en vertu de la règle 7.08(a) interdisant à un joueur d'« abandonner l'effort » (« abandoning the effort ») de courir les buts. De plus, l'instructeur Garth Iorg des Brewers, posté hors des limites du terrain, agrippe Segura et le pousse vers le premier but, ce qui contrevient au règlement sur l'interférence, interdisant à un instructeur de nuire à un jeu en cours. La succession d'événements est si inhabituelle que les marqueurs officiels estiment qu'il n'existe même pas de façon correcte de noter le jeu à la feuille de match et d'y justifier la raison pour laquelle un coureur parti du deuxième commence le jeu suivant au premier but.

## Records

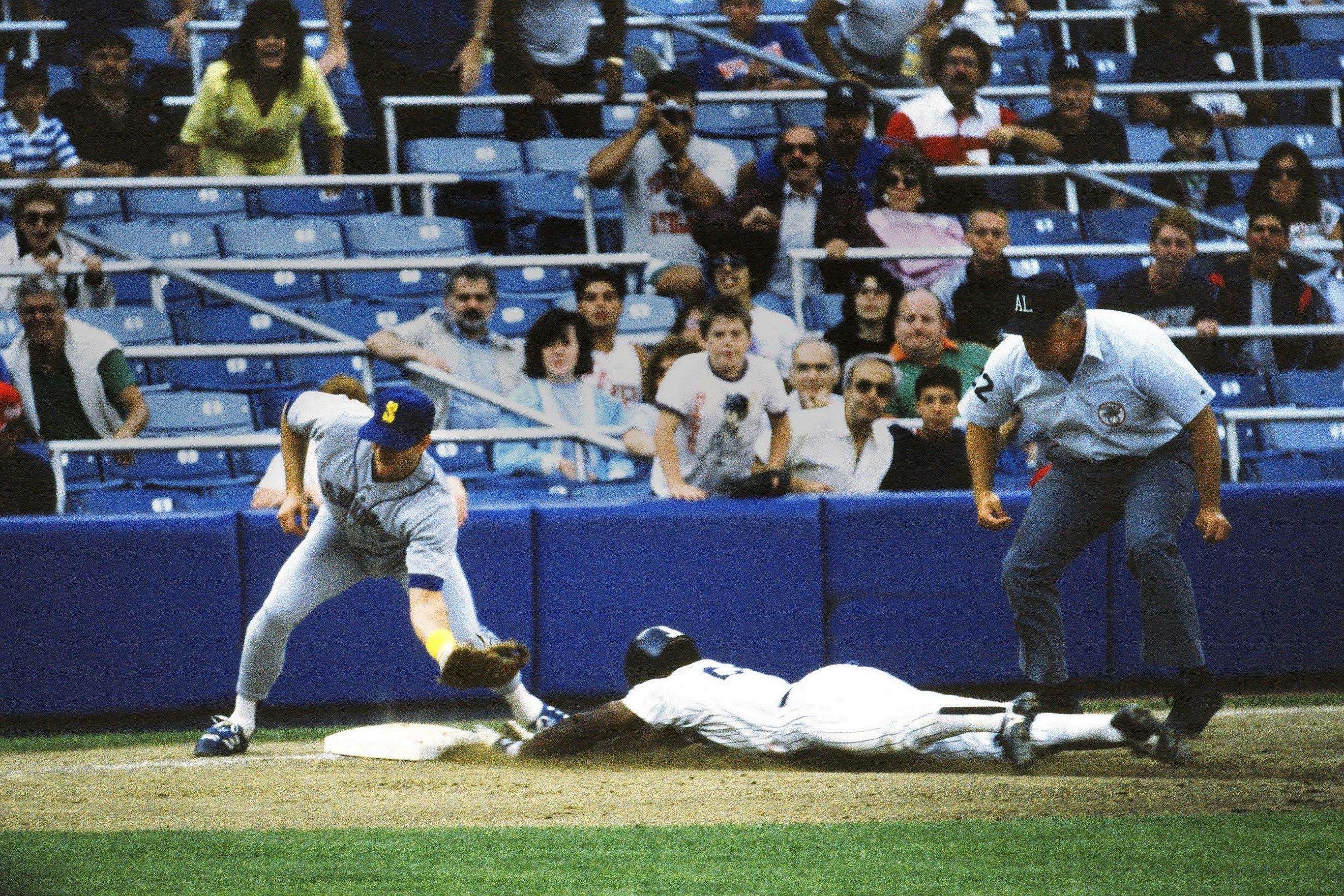
Rickey Henderson vole un but.

En 2012, Billy Hamilton, un jeune joueur des ligues mineures sous contrat avec les Reds de Cincinnati, établit le record de 155 buts volés en une saison dans les mineures et dans le baseball professionnel, incluant les Ligues majeures. Il bat la marque de 145 établie dans les mineures par Vince Coleman en 1983.
Ci-dessous, les records des Ligues majeures de baseball pour le nombre de buts volés.

### En carrière
- Top 10 des voleurs de buts en carrière dans la Ligue majeure de baseball[12] :

| Rang | Joueur           | Total | Saisons   |
| ---- | ---------------- | ----- | --------- |
| 1    | Rickey Henderson | 1 406 | 1979-2003 |
| 2    | Lou Brock        | 938   | 1961-1979 |
| 3    | Billy Hamilton   | 914   | 1888-1901 |
| 4    | Ty Cobb          | 897   | 1905-1928 |
| 5    | Tim Raines       | 808   | 1979-2002 |
| 6    | Vince Coleman    | 752   | 1985-1997 |
| 7    | Arlie Latham     | 742   | 1880-1909 |
| 8    | Eddie Collins    | 741   | 1906-1930 |
| 9    | Max Carey        | 738   | 1910-1929 |
| 10   | Honus Wagner     | 723   | 1897-1917 |

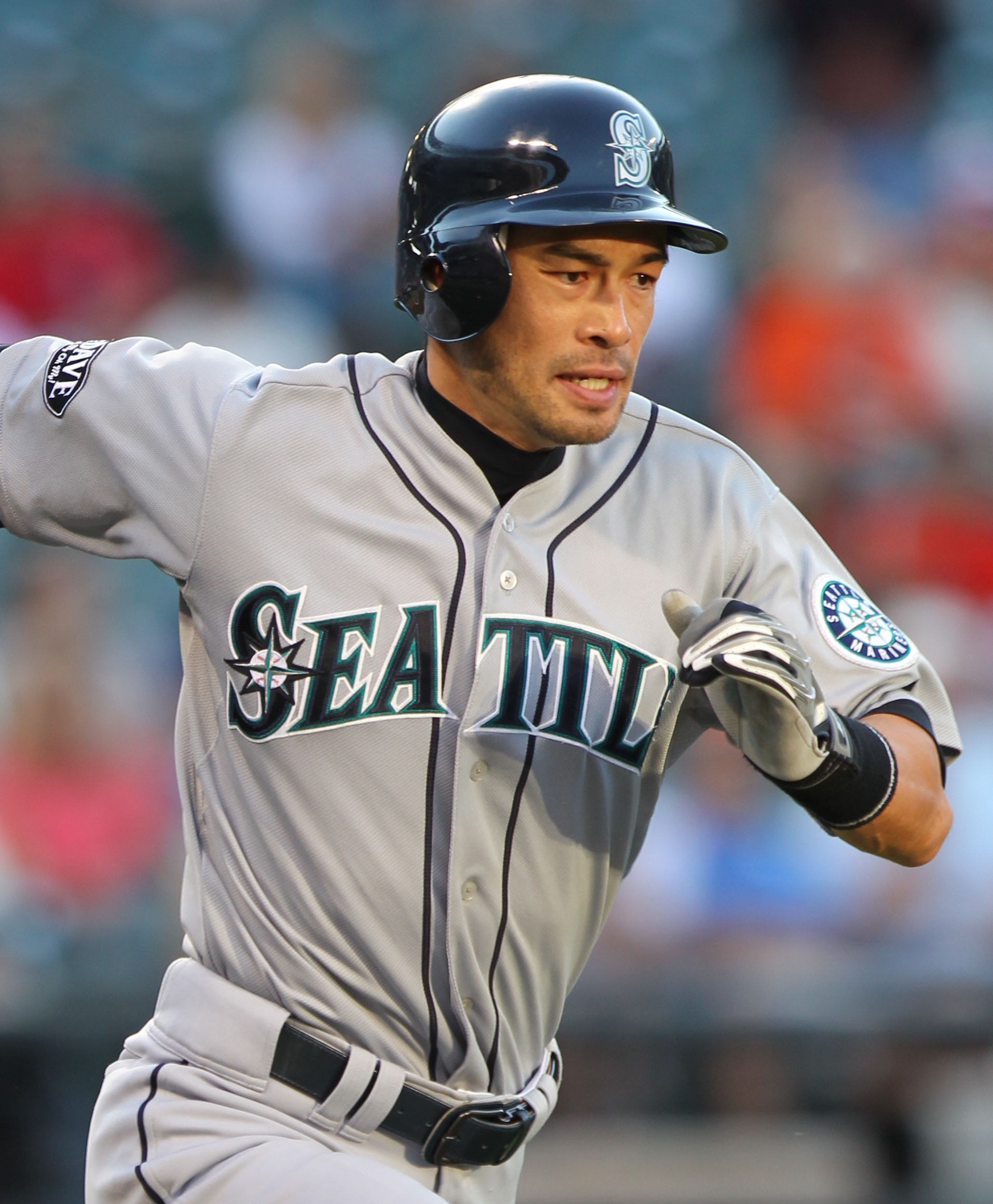
Ichiro Suzuki, meneur pour les buts volés parmi les joueurs en activité en MLB.

- Meneurs en carrière, parmi les joueurs en activité après la saison 2014[13] :

| Rang | Joueur        | Nombre |
| ---- | ------------- | ------ |
| 1    | Ichiro Suzuki | 487    |
| 2    | Carl Crawford | 470    |
| 3    | José Reyes    | 455    |
| 4    | Jimmy Rollins | 453    |
| 5    | Chone Figgins | 341    |

### En une saison
Records dans l'histoire des Ligues majeures de baseball, de 1869 à aujourd'hui :
| Rang | Joueur           | Équipe                      | Total | Saison |
| ---- | ---------------- | --------------------------- | ----- | ------ |
| 1    | Hugh Nicol       | Red Stockings de Cincinnati | 138   | 1887   |
| 2    | Rickey Henderson | Athletics d'Oakland         | 130   | 1982   |
| 3    | Arlie Latham     | Browns de Saint-Louis       | 129   | 1887   |
| 4    | Lou Brock        | Cardinals de Saint-Louis    | 118   | 1974   |
| 5    | Charlie Comiskey | Browns de Saint-Louis       | 117   | 1887   |

Records de la Ligue majeure depuis qu'est en vigueur le règlement actuel sur les buts volés :
| Rang | Joueur           | Équipe                   | Total | Saison |
| ---- | ---------------- | ------------------------ | ----- | ------ |
| 1    | Rickey Henderson | Athletics d'Oakland      | 130   | 1982   |
| 2    | Lou Brock        | Cardinals de Saint-Louis | 118   | 1974   |
| 3    | Vince Coleman    | Cardinals de Saint-Louis | 110   | 1985   |
| 4    | Vince Coleman    | Cardinals de Saint-Louis | 109   | 1987   |
| 5    | Rickey Henderson | Athletics d'Oakland      | 108   | 1983   |

### Dans un seul match
Record de tous les temps dans les Ligues majeures :
- George Gore avec 7, pour les White Stockings de Chicago en 1881.
- Billy Hamilton avec 7, pour les Phillies de Philadelphie en 1894.

Record de l'ère moderne du baseball.
- Otis Nixon avec 6, le 16 juin 1991 pour les Braves d'Atlanta.
- Eddie Collins avec 6, à deux reprises en 1912 pour les Athletics de Philadelphie.